# Franqueira
Franqueira (oficialmente Santa María da Franqueira) es una parroquia española del municipio de La Cañiza, perteneciente a la provincia de Pontevedra, en la comunidad autónoma de Galicia.

## Toponimia
El lugar puede aparecer referido como «Franqueira», «A Franqueira», «Santa María de Franqueira» y «Santa María da Franqueira».

## Historia
Hacia mediados del siglo XIX, el lugar, por entonces referido como una feligresía con título de villa, tenía contabilizada una población de 360 habitantes. Aparece descrito en el octavo volumen del Diccionario geográfico-estadístico-histórico de España y sus posesiones de Ultramar de Pascual Madoz con las siguientes palabras:

FRANGUEIRA (Sta Maria): felig. con título de v. en la prov. de Pontevedra (6 1/2 leg.), part. jud., y ayunt. de Cañiza (1 1/2], dióc. de Tuy [5 1/2]: sit. en medio de dos elevados montes que la separan de los demas pueblos comarcanos. Combátenla con frecuencia los aires del O., y goza de clima muy sano. Tiene 88 casas repartidas en los l. de Cebreiro, Franqueira, Parada y Sendin. Hay un edificio muy antiguo que fue monasterio de Bernardos, bastante deteriorado hoy dia, y cuya igl. es la parr. dedicada á Ntra. Sra., servida por un cura amovible, que antes lo era uno de los monjes: dicha igl. es de una sola nave con bóveda de canteria y algunos adornos de poco gnsto; en su capilla mayor se venera la Virgen titular, la cual es de piedra pero de poco mérito artístico; antiguamente acudia en romeria mucha gente aun de pueblos distantes el dia 8 de setiembre y en las pascuas de Resurreccion, Pentecostés y Navidad; mas ahora solamente se le da solemne culto en la pascua de Pentecostés, concurriendo gran número de devotos de esta y contiguas felig. Para surtido de los vec. hay 2 fuentes de frescas y saludables aguas; una de ellas brota por bajo de una peña, sobre la cual existia antiguamente una ermita donde estuvo la imagen de Ntra. Sra. hasta que fué trasladada al lugar que hemos dicho ocupa actualmente en la igl. Confina el térm. N. y E. montes de la Canda; S. felig. de Luneda, y O. la de Batallanes. El terreno es de mala calidad, y poco fértil: dentro del mismo se forma un riach. que se dirige hácia el SO., tiene un puentecillo el l. de Sendin y baña por su izq. á Batallanes, cuyo nombre toma, luego que sirve de division á ambas felig. Los montes de Canda y Parada de Anta se hallan con algunos pinos brabos, arbustos y yerbas de pasto. Atraviesan por el térm. el camino real que desde Vigo va á Tuy y Ribadavia, en muy mal estado. y el trasversal que desde Puente Sampayo dirige á Arbo, y hácia el r. Miño tambien muy deteriorado: el correo se recibe por propio de Cañiza y Puenteáreas. prod.: con escasez maiz, centeno, patatas y heno; se cria ganado vacuno, lanar, cabrio y algun mular: hay caza de conejos y perdices, y alguna pesca de truchas. ind. y comercio: la agricultura, 7 molinos harineros de moderna construccion, y arrieria; introduciéndose vinos de la ribera del Miño. pobl.: 80 vec., 360 alm. contr.: con su ayunt. (V.)
(Madoz, 1847, p. 168)

En 2022, tenía empadronados 151 habitantes.

## Patrimonio
Hay en la parroquia una iglesia de Santa María.